# Lillasjön (Molla socken, Västergötland)
Lillasjön är en sjö i Herrljunga kommun i Västergötland och ingår i Göta älvs huvudavrinningsområde.